# Funisciurus congicus
Funisciurus congicus — вид ссавців, гризунів родини Вивіркових (Sciuridae).

## Поширення
Ангола, Демократична Республіка Конго, Намібія. Його природні місця проживання: савани, субтропічні або тропічні сухі чагарники і скелясті ділянки.

## Морфологія

### Морфометрія
Тварини досягають загальною довжиною близько 30 см, хвіст більше половини довжини тіла; вага 108–113 грам.

### Опис
Верх від коричневого до жовто-коричневого, але переривається на обох сторонах тіла білою смугою, яка тягнеться від плечей до тазової області. Черевна сторона біла. Тварини мають відносно великі очі з білими краями.

## Поведінка
Тварини живуть в сімейних групах і встають разом на збирання харчів як на землі, як на деревах. Їдять насіння, плоди, листя і комахи. F. congicus попереджають один одного про хижаків викликами. Різні виклики позначають різних хижаків.

## Загрози та охорона
Як видається, немає ніяких серйозних загроз для цього виду в цілому. Зустрічається в ряді охоронних районів, включаючи деякі добре керовані в Намібії (Etosha National Park і Kaokoveld National Park).